# Toda Aznares
Toda Aznares (2 de janeiro de 876 — 15 de outubro de 958) foi rainha de Pamplona pelo seu matrimónio com Sancho Garcês I. Era filha de conde Galindo II Aznárez (893 - 922) e de Onneca Fortúnez, filha do rei de Pamplona, Fortunio Garcês,[a] que foram primos irmãos, e por tanto Toda era neta do rei Fortunio Garcês.

## Biografia
Tia carnal de Abderramão III, quando o mesmo monarca dirigia uma razia em 934 que se dirigia ao reino de Pamplona, invocou os seus laços de parentesco para que o califa lhe concedesse a paz e se afastasse do seu reino. Abderramão em resposta, impôs que a rainha Toda se apresentasse no acampamento muçulmano como prova de boa fé. Toda apresentou-se com o seu séquito em Calahorra, onde estava instalado o califa, que a recebeu com altas honras. Em Calahorra a rainha  rendeu vassalagem a Abderramão III e assinou um tratado de não agressão e de colaboração com o califa, que investiu o filho de Toda, Garcia Sanches I de Pamplona, "o Vascão", como rei de Pamplona e dos seus distritos. Depois deste tratado entre Toda e o califa, as tropas muçulmanas atravessaram o agora aliado Reino de Pamplona e marcharam contra o Reino de Leão onde assolaram Álava e Castela.
Uma breve notícia de 956 de um monge do Abadia de São Galo nos Alpes bávaros, ao escrever sobre o descalabro muçulmano em 939 da batalha de Simancas e a posterior jornada de Alhándega, atribui a vitória à rainha Toda.
| “ | Um eclipse solar ocorreu ao redor da hora tércia de 19 de julho, o ano quarto do rei Otão I, sexta-feira, lua 29. No mesmo dia, na região da Galiza, um exército inumerável de sarracenos foi quase aniquilado, menos o seu rei e 49 guerreiros seus, por certa rainha chamada Toda. | ” |

Seu neto Sancho I, filho da sua filha Urraca, não era do agrado dos nobres leoneses e castelhanos. Estes, encabeçados pelo conde Fernão Gonçalves, destronaram-no e nomearam rei Ordonho IV. Dona Toda ajudou Sancho a pactuar com o califa Abderramão III, o seu sobrinho -neto da sua mãe Oneca- para recuperar o trono.

## Matrimónio e descendência

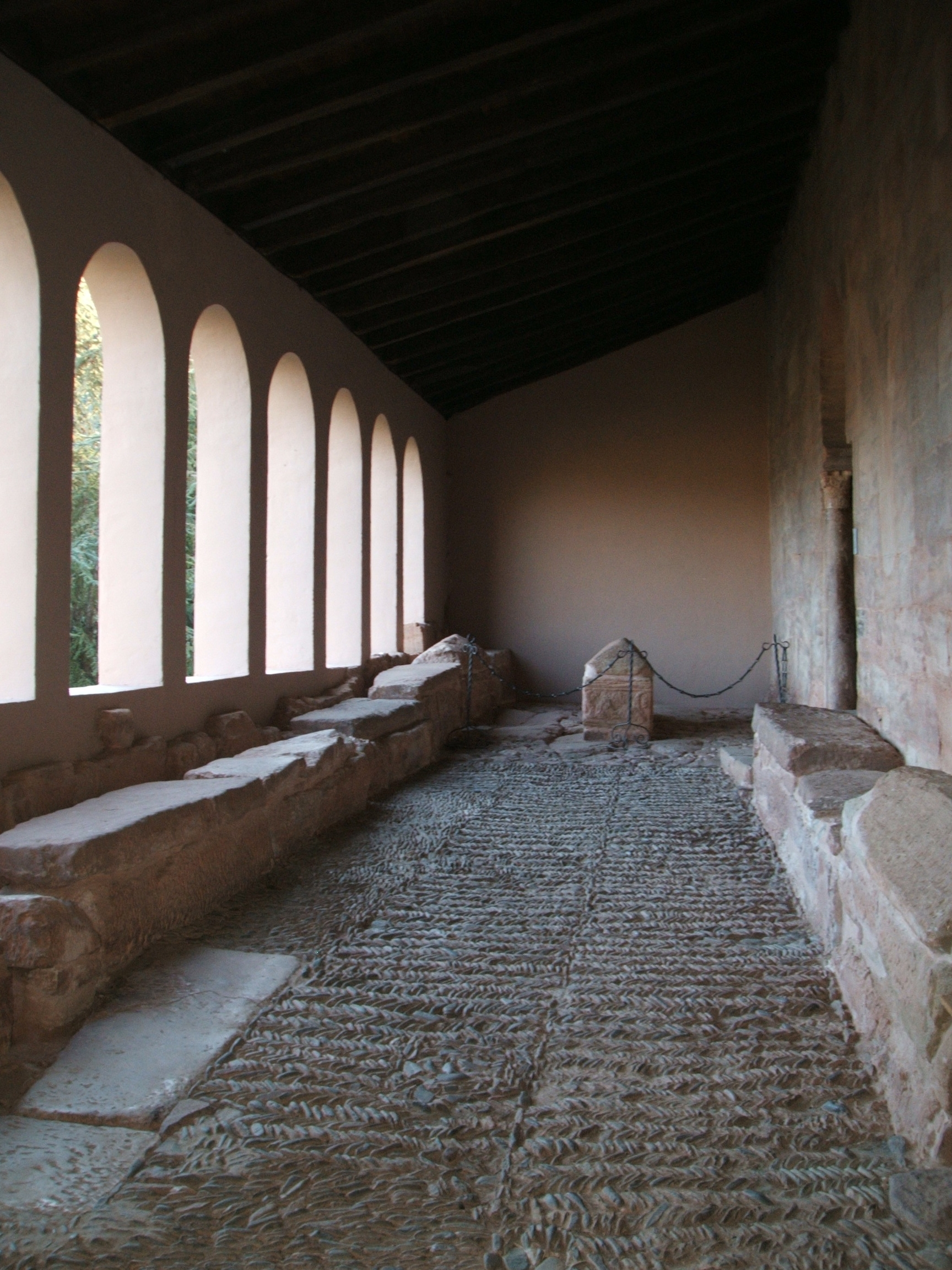
Adro do Mosteiro de San Millán de Suso. À direita as tumbas das três rainhas de Pamplona (Toda, Jimena e Elvira) e à esquerda as dos Sete infantes de Lara.

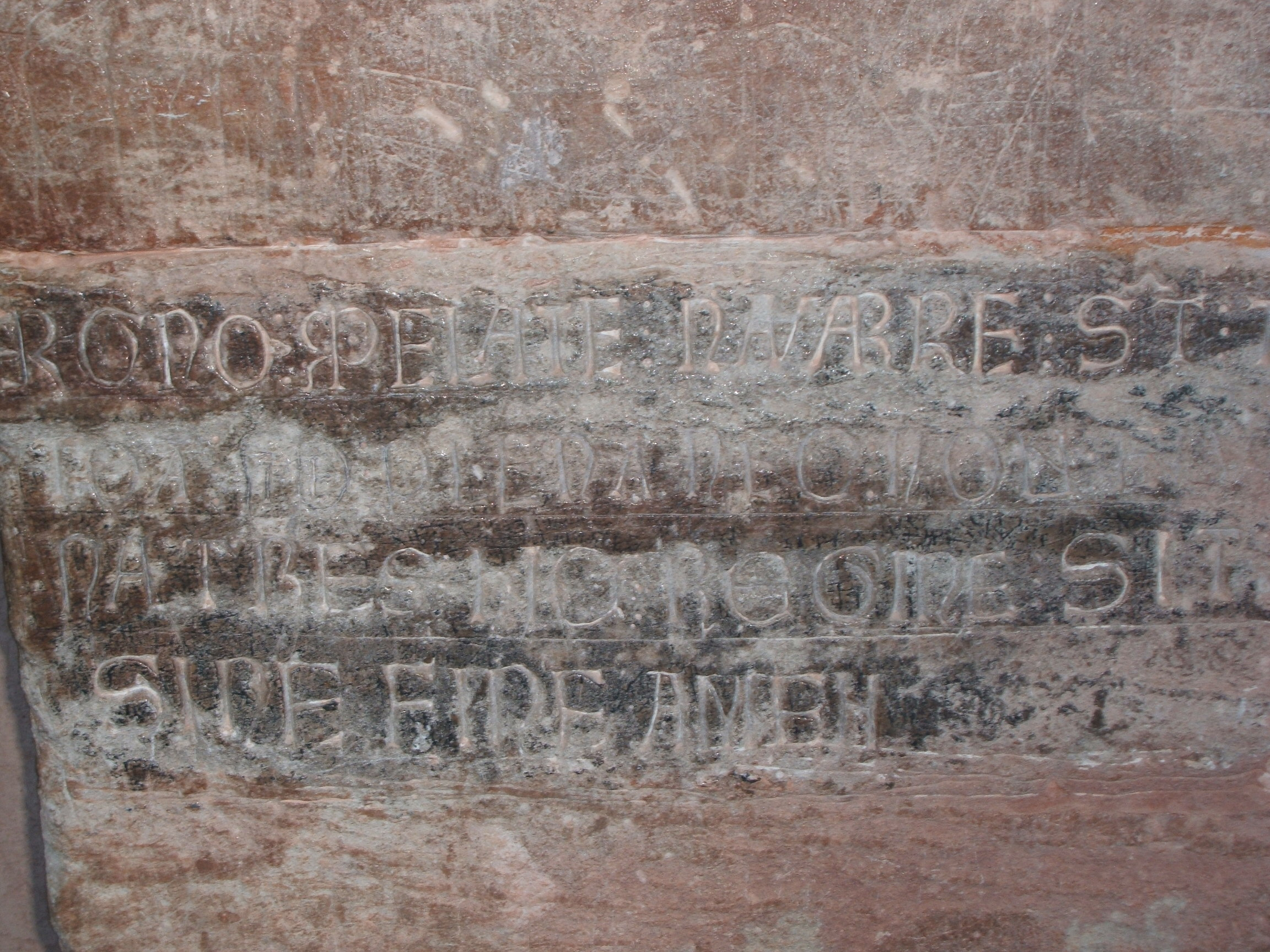
Inscrição junto ao sepulcro da rainha Toda.

A rede de alianças matrimoniais promovida pela rainha Toda aumentou a influência do reino pamplonês que posteriormente exerceu uma forte influência no reino de Leão. Os sete filhos deste casamento foram:
- Garcia Sanches I, rei de Pamplona.

- Onneca Sanches de Pamplona, casada com Afonso IV de Leão o Monge. Foi rainha de Leão entre 926 e 931. Morreu em 931.

- Velasquita ou Belasquita Sanches de Pamplona, casada em primeiras núpcias com o conde de Álava Munio Velaz, em segundas com Galindo de Ribagorza e em terceiras com Fortunio Galindes.

- Urraca Sanches de Pamplona, que casaria com Ramiro II de Leão.[3]

- Sancha Sanches de Pamplona, casada em primeiras núpcias com Ordonho II de Leão,[7] em segundas com o conde alavês Álvaro Herrameliz[8] e em terceiras, com Fernão Gonçalves, conde de Castela.[9]

- Munia (Muña) de Pamplona.[10]

- Orbita de Pamplona, provavelmente casada com al-Tawil, governador de Huesca. Pôde ser filha póstuma, como faz supor o significado do seu nome, "a órfã".[10]

O sepulcro da rainha Toda, sarcófago de compostura simples, encontra-se no adro do Mosteiro de San Millán de Suso, mosteiro que na época pertencia ao Reino de Pamplona.